# Azemiopinae
Azemiopinae is een onderfamilie van slangen die behoort tot de familie adders (Viperidae).

## Naam en indeling
De onderfamilie werd voor het eerst wetenschappelijk beschreven door Karel F. Liem, Hymen Marx en George Rabb in 1971. De groep werd lange tijd slechts vertegenwoordigd door een enkele soort; de fea-adder (Azemiops feae), waardoor het geslacht Azemiops monotypisch was. Sinds 2013 echter is een tweede soort beschreven; Azemiops kharini. Het geslacht Azemiops werd beschreven door George Albert Boulenger in 1888.

### Soorten
De onderfamilie wordt vertegenwoordigd door de volgende soorten, met de auteur en het verspreidingsgebied.
| Naam                      | Auteur                       | Verspreidingsgebied            |
| ------------------------- | ---------------------------- | ------------------------------ |
| Fea-adder (Azemiops feae) | Boulenger, 1888              | Myanmar, Vietnam, China, Tibet |
| Azemiops kharini          | Orlov, Ryabov & Nguyen, 2013 | Vietnam, China, Laos           |

## Uiterlijke kenmerken
De adders worden als primitieve soorten gezien vanwege de gladde schubben die bij de meeste soorten adders juist gekield zijn, iedere schub heeft bij de meeste adders een opstaande lengtekiel. Ook de schubben van de kop wijken af; ze zijn niet klein zoals bij alle andere adders maar bestaan uit grote schubben die vergelijkbaar zijn met de kopschubben van slangen uit andere families zoals de toornslangachtigen of de koraalslangachtigen.

## Verspreiding en habitat
De soorten komen voor in delen van Azië en leven in de landen Myanmar, Vietnam, China, Tibet en Laos.

## Beschermingsstatus
Door de internationale natuurbeschermingsorganisatie IUCN is aan een soort een beschermingsstatus toegewezen. De fea-adder wordt beschouwd als 'veilig' (Least Concern of LC).